# Peter Gamper

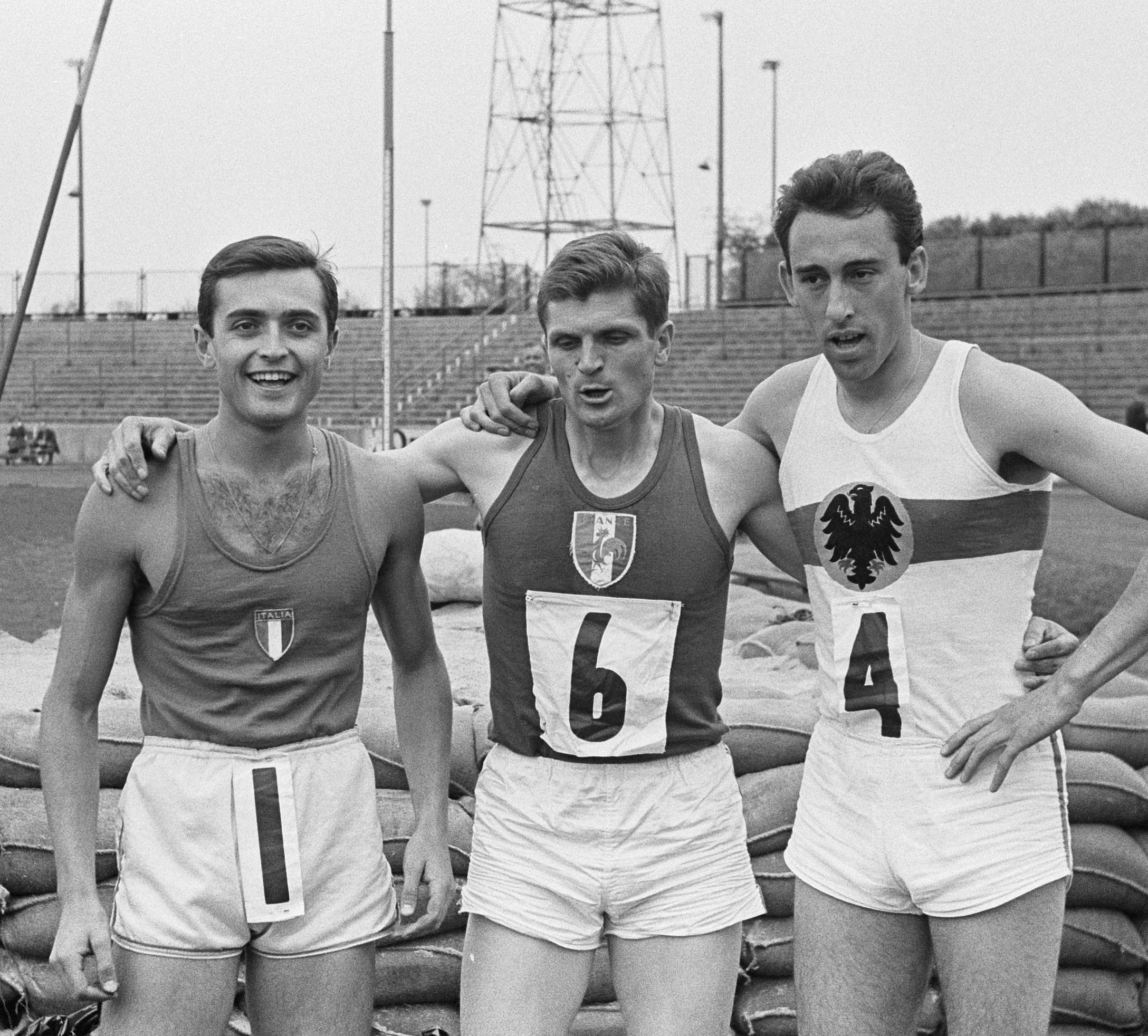
Sergio Ottolina, Jocelyn Delecour und Peter Gamper (1963)

Peter Gamper (* 30. November 1940 in Ditzingen) ist ein ehemaliger deutscher Leichtathlet, der – für die Bundesrepublik startend – bei den Europameisterschaften 1962 in Belgrad die Goldmedaille mit der deutschen 4-mal-100-Meter-Staffel gewann (39,5 s: Klaus Ulonska, Peter Gamper, Hans-Joachim Bender, Manfred Germar). Im 100-Meter-Lauf dieser Europameisterschaften wurde er in 10,4 s Dritter.
Peter Gamper wurde 1959 Deutscher Juniorenmeister in Delmenhorst und Dritter bei den Deutschen Meisterschaften in Stuttgart über die 100-Meter-Distanz. Im gleichen Jahr lief er mit der deutschen Nationalstaffel (Karl-Heinz Naujoks, Martin Lauer, Walter Mahlendorf, Peter Gamper) in London „British (all-comers) record“ über die 4-mal 110 Yards in 40,4 s.
1965 bis 1967 errang er mit der 4-mal-100-Meter-Staffel des SV Salamander Kornwestheim drei Deutsche Meistertitel.
In seiner aktiven Zeit war er 1,86 m groß und 75 kg schwer.
Sein Sohn Florian Gamper wurde 1997 Deutscher Leichtathletik-Hallenmeister über 200 Meter.
Peter Gamper war nach einem Studium an der Kunstakademie Stuttgart in der Medienwirtschaft tätig, ehe er 1990 eine Berufung auf den Lehrstuhl für Visuelle Gestaltung und Medientechnik der Fakultät für Kommunikationslehre an der Bauhaus-Universität Weimar erhielt.